# Elimkerk (Amersfoort)
De Elimkerk is een kerkgebouw van de Gereformeerde Gemeente, gelegen aan Waterdaal 1 te Amersfoort.

## Gebouw
De Elimkerk is een bakstenen zaalkerk in waaiervorm met oplopende zijgevels en een hoge voorgevel. Een toren ontbreekt. Aan de binnenzijde van de voorgevel is het orgel bevestigd en onder dit orgel bevindt zich het preekgestoelte met de katheder, en daarnaast het doopvont, dit alles in sobere, moderne stijl. Ook het overige interieur is sober, maar helder, uitgevoerd. De kerk werd gebouwd in 1993 en architect was J. Valk uit Soest. Het monumentale orgel werd in 1984 vervaardigd door B.A.G. Orgelmakers.
De kerk wordt omringd door een aantal bijgebouwen, waarin diverse kerkelijke en maatschappelijke activiteiten plaatsvinden.

## Gemeente
De Gereformeerde Gemeente van Amersfoort is ontstaan op 2 augustus 1931, toen de eerste informele samenkomst plaatsvond. Op 30 mei 1942 werd deze Gemeente officieel opgericht. Tegenwoordig (2015) telt ze ongeveer 1500 leden.